# Förman
|  | Wiktionary har en ordboksartikel om förman. |

Förman kan avse en rad olika positioner i en ledande ställning. Det kan röra förmän inom näringslivet, och då avses oftast arbetsledare och chefer.
Även inom det militära används begreppet och avser en person som har ett ständigt eller tillfälligt chefskap över en annan. Inom det militära behöver inte en förman nödvändigtvis inneha högre grad än den andra. En menig som är tillfälligt kommenderad som patrullchef är också en förman i tjänsten och vägran att lyda hans eller hennes order är lika straffbara som om chefen vore general.
Även ute vid byggen kan personal utses till fömän, exempelvis kan den mest kunnige av arbetarna bli utsedd till lagbas. Dennes uppgift är att dirigera de övriga för olika arbetsuppgifter, samt vara kontaktperson mot byggherren och andra. Lagbasen hugger i lika mycket som de övriga i gruppen.